# Kyle Crick
Pour les articles homonymes, voir Crick.
Kyle Daniel Crick (né le 30 novembre 1992 à Fort Worth, Texas, États-Unis) est un lanceur droitier des White Sox de Chicago de la Ligue majeure de baseball.

## Carrière
Kyle Crick est le 49e athlète sélectionné lors du repêchage amateur de 2011, où il est l'un des choix de première ronde des Giants de San Francisco. Dans les ligues mineures, les Giants tentent sans succès de faire de Crick un lanceur partant de qualité, mais c'est finalement comme releveur qu'il obtient le plus de succès.
Crick fait ses débuts dans le baseball majeur comme lanceur de relève pour San Francisco le 22 juin 2017 face aux Braves d'Atlanta.
Le 15 janvier 2018, il est avec le joueur de champ extérieur des ligues mineures Bryan Reynolds échangé des Giants aux Pirates de Pittsburgh en retour du joueur de champ extérieur Andrew McCutchen.